# Khí động lực học
Khí động lực học là môn học nghiên cứu về dòng chảy của chất khí, được nghiên cứu đầu tiên bởi George Cayley vào thập niên 1800. Giải pháp cho các vấn đề khí động lực học dẫn đến các tính toán về tính chất khác nhau của dòng chảy, như vận tốc, áp suất, mật độ và nhiệt độ, như là các hàm của không gian và thời gian. Khi hiểu được các tính chất này của chất khí, người ta có thể tính toán chính xác hay xấp xỉ các lực và các mômen lực lên hệ thống dòng chảy.
Môn khí động lực học sử dụng các phân tích toán học và các kết quả thực nghiệm. Chuyên ngành này có nhiều ứng dụng. Ví dụ như nó là nền tảng cho việc thiết kế máy bay.
Các vấn đề về khí động lực học được chia ra làm nhiều loại. Có thể phân loại theo môi trường dòng chảy: khí động học ngoại biên và khí động học nội biên. Khí động học ngoại biên là ngành nghiên cứu dòng chảy xung quanh vật rắn. Môn này có các ứng dụng như tính toán lực nâng và lực kéo lên cánh máy bay, lực hãm tạo nên ở mũi tên lửa. Khí động học nội biên nghiên cứu về dòng khí qua các động cơ phản lực hay qua các ống của máy điều hòa.
Khí động lực học cũng có thể được phân loại theo tỉ số vận tốc của dòng chảy so với vận tốc âm thanh. Môn học được xem là dưới âm tốc nếu các vận tốc đều nhỏ hơn vận tốc âm thanh, siêu thanh nếu vận tốc hơn vận tốc âm thanh, và cực siêu thanh nếu vận tốc nhanh hơn vận tốc âm thanh nhiều lần.
Tác dụng của độ nhớt tạo nên cách phân loại thứ ba cho môn học này. Trong vài trường hợp, ảnh hưởng của độ nhớt được xem là không đáng kể, dòng chảy được coi là không có độ nhớt. Đối với dòng chảy mà độ nhớt không thể bỏ qua, dòng chảy có tính nhớt.

## Xe hơi
Người đầu tiên khởi xướng mô hình khí động học trên xe hơi là nhà thiết kế nổi tiếng Eduard Rumpler, cha đẻ của ngành hàng không Đức. Những kinh nghiệm quý báu thu lượm từ ngành công nghiệp ôtô trong chiến tranh thế giới thứ nhất giúp ông thuyết phục được toàn bộ giới công nghiệp ôtô tin vào những ưu điểm vượt bậc của khí động lực học. Năm 1921, chiếc xe đầu tiên do ông thiết kế mang hình giọt nước đang rơi đã làm toàn bộ triển lãm ôtô năm 1921 sửng sốt do hệ số cản gió của nó chỉ là 0,27 trong khi hệ số cản gió trung bình của các loại xe tới tận năm 1984 vẫn ở mức 0,4.
Một năm sau khi chiếc xe của Rumpler trình làng, Paul Jaray nhận được bằng sáng chế cho phát minh "xe của tương lai" lúc mới tròn 33 tuổi. Kỹ sư trẻ người Hungary đã bỏ phần lớn thời gian và sức lực cho công việc nghiên cứu sức cản không khí, tính toán các thành phần khí động lực học để thiết kế chiếc xe mà ông tin nó sẽ là hình mẫu thiết kế trong tương lai.
Đứng trên quan điểm vật lý, Jaray cho rằng kiểu thiết kế phần đuôi vuông vức như những chiếc xe ngựa hoàn toàn "phản khoa học". Khi chiếc xe di chuyển, phần đuôi hình vuông sẽ tạo nên một vùng chân không do hình thành dòng không khí chuyển động hỗn loạn và xoáy. Áp suất lớn phía đầu, cộng với áp suất chân không phía đuôi xe sẽ tăng cường đáng kể lực cản không khí, làm chiếc xe phải sinh nhiều công hơn. Để khắc phục trở ngại đó, Paul Jaray "túm" phần đuôi lại bằng những nét vuốt thon theo quỹ đạo chuyển động, khiến dòng khí tuần tự thoát ra phía sau xe mà không hình thành bất cứ điểm xoáy cục bộ nào.
Ngành công nghiệp ôtô bỏ rơi bản phát minh của Paul Jaray suốt 10 năm sau đó, và nó sẽ mãi bị lãng quên nếu không có một sự kiện chưa từng xuất hiện trong tư tưởng của các kỹ sư ôtô. Những năm 1930-1940, đua ôtô bỗng nhiên trở thành "mốt", là trào lưu và là thứ để khoe tài của các ông lớn sống sót sau đại khủng hoảng kinh tế thế giới năm 1929. Chịu sức ép thành tích từ phía các ông chủ nên các kỹ sư, vốn chỉ quen với những khái niệm kỹ thuật, cố gắng sản xuất những chiếc xe càng nhanh càng tốt. Tuy nhiên, tại đường đua Le Mans ở nước Pháp năm 1937, chiếc Adler Trumpf Rennsport Coupe dung tích 1,7 lít đã gây sốc với hai chiến thắng ngoạn mục trước những động cơ 2 lít. Bí quyết được Alder công bố: Trumpf Rennsport Coupe mang tính công nghệ và khí động học rất cao.
Từ đó đến nay ngành công nghiệp xe hơi đã tiến 1 bước rất dài. Tất cả các kiểu xe ngày nay điều chú trọng đến khí động lực học và điều đó đã khiến cho xe hao ít nhiên liệu hơn xưa.

## Máy bay
Trên Trái Đất, trọng lực là lực tạo bởi lực hấp dẫn của hành tinh này, kéo mọi vật rơi xuống mặt đất. Để nâng vật thể, có thể tạo ra phản lực bởi động cơ, như trong máy bay phản lực, giúp máy bay tiến về phía trước nhanh trong không khí. Khi cánh máy bay chuyển động ngang trong không khí, nó sẽ nhận lực nâng và lực cản của không khí. Lực nâng định nghĩa theo khí động lực học là lực vuông góc với dòng khí, lực cản là lực thực hiện song song với dòng khí.